# Comuna Malcivți, Bar
Malcivți (în ucraineană Мальчівці) este o comună în raionul Bar, regiunea Vinnița, Ucraina, formată din satele Stepankî și Malcivți (reședința).

## Demografie
Componența lingvistică a satului Malcivți
     Ucraineană (98,6%)
     Rusă (1,1%)
     Alte limbi (0,3%)
Conform recensământului din 2001, majoritatea populației satului Malcivți era vorbitoare de ucraineană (98,6%), existând în minoritate și vorbitori de rusă (1,1%).